# Český komiks

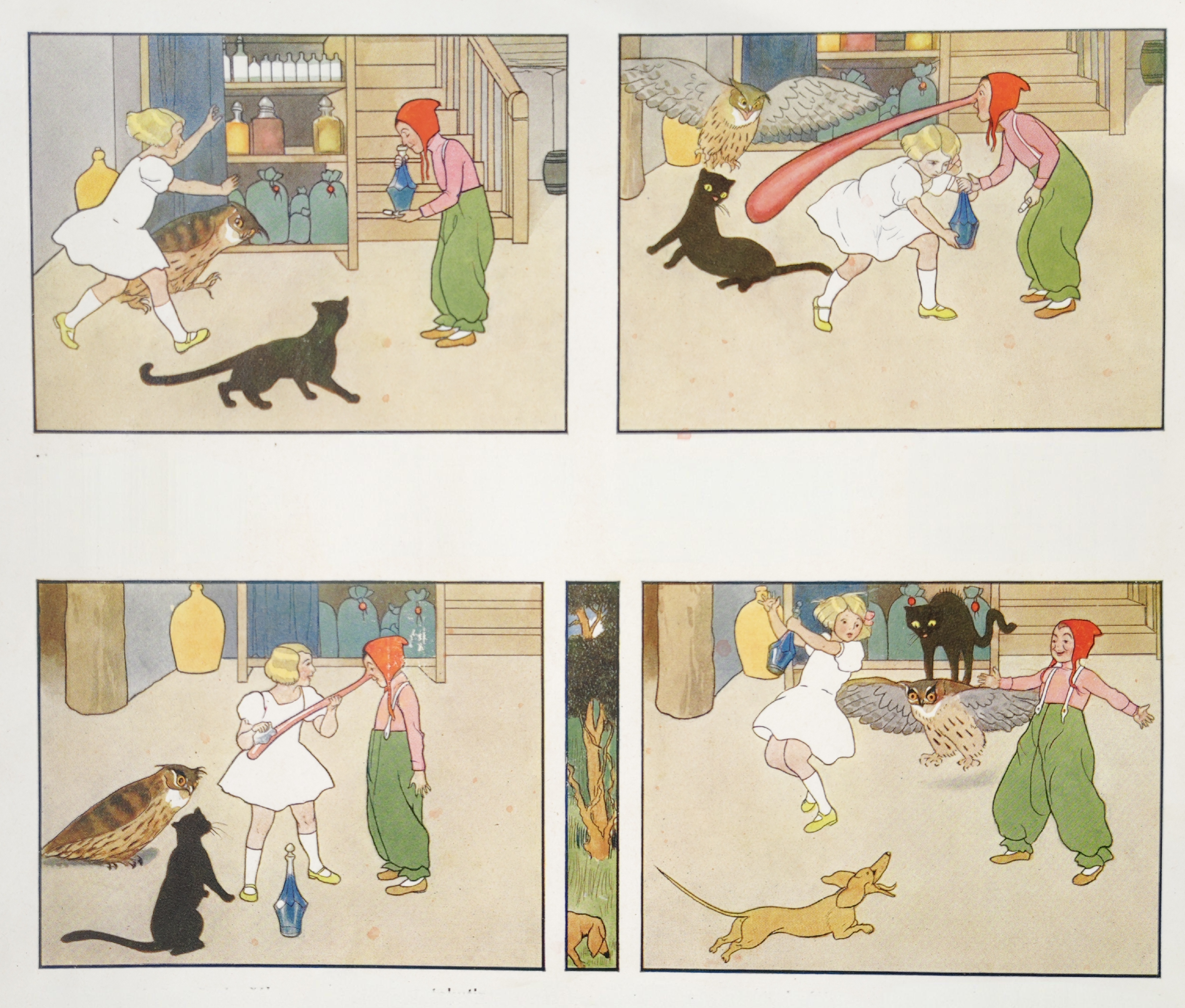
Stránka z prvorepublikového komiksu „Kulihrášek u čaroděje“ z roku 1934 (Obrázky bez bublin ale s veršovaným doprovodem)

Český komiks má kořeny ve 20. letech 20. století. Původně byl považován za čtení pro děti, ale postupně se stává kvalitním čtením i pro dospělé. Komiksu se v Česku říká též kreslený seriál, jež pochází z druhé poloviny 19. století. Odbornou porotou magazínu Komiksárium byly v roce 2009 zvoleny jako nejlepší české komiksy: Muriel a andělé, Rychlé šípy, Lips Tullian, Voleman, Arnal a dva dračí zuby, Velké putování Vlase a Brady, Nitro těžkne glycerínem, Příhody malého boha, Vzpoura mozků a Čtyřlístek.

## Historie

### Počátky

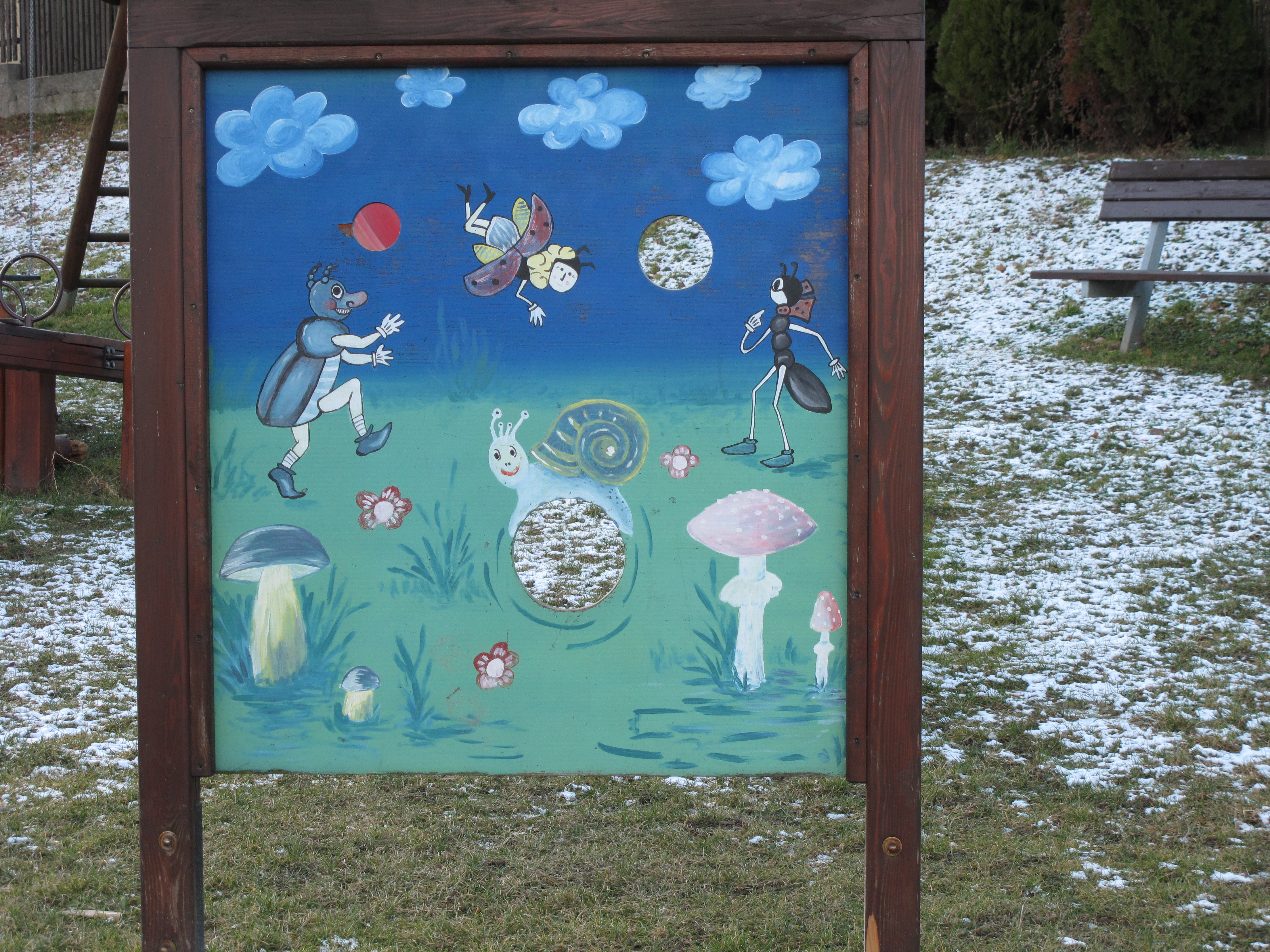
Postava Ferdy Mravence na dětském hřišti

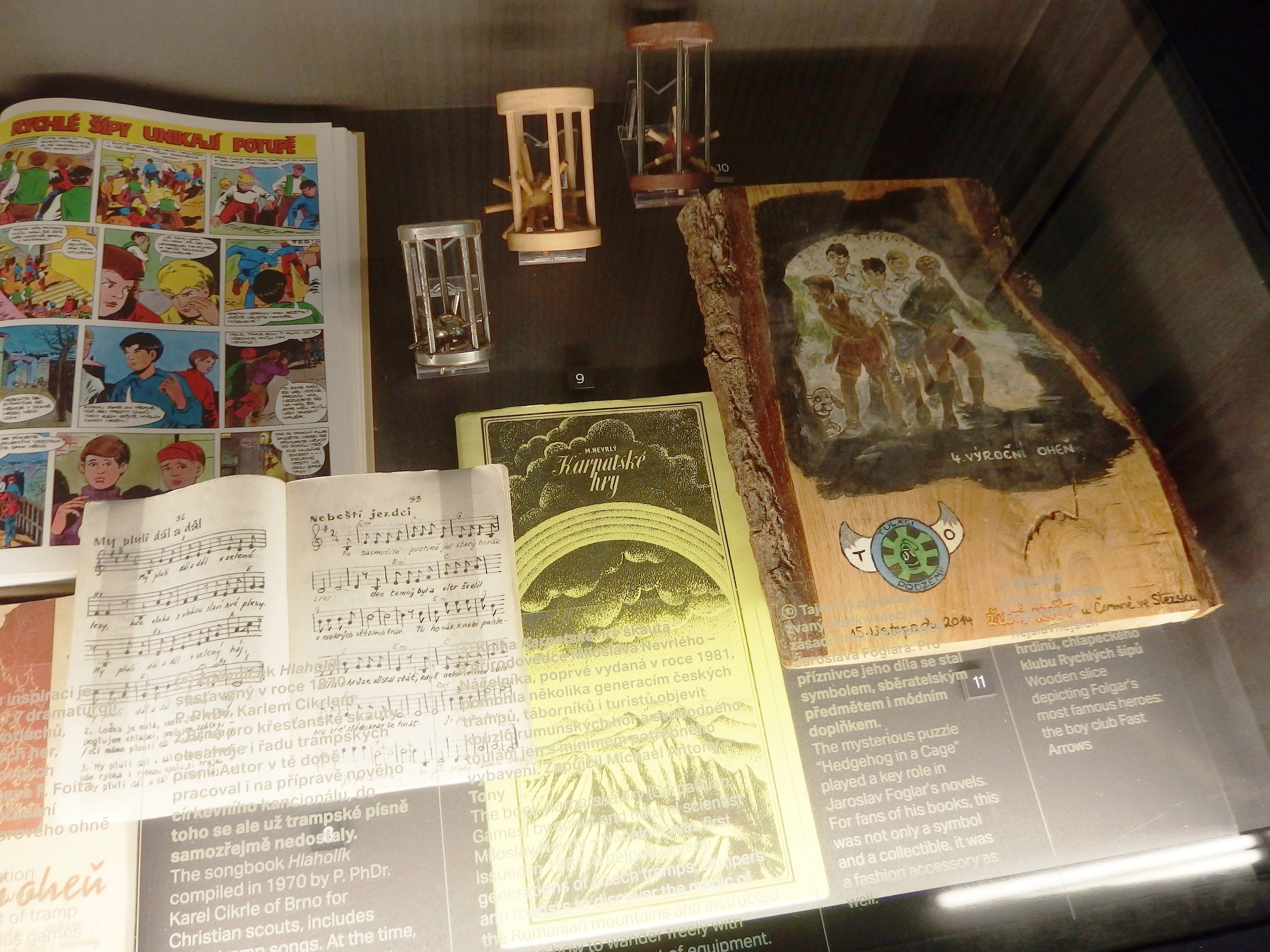
Komiks Rychlé šípy (vlevo nahoře)

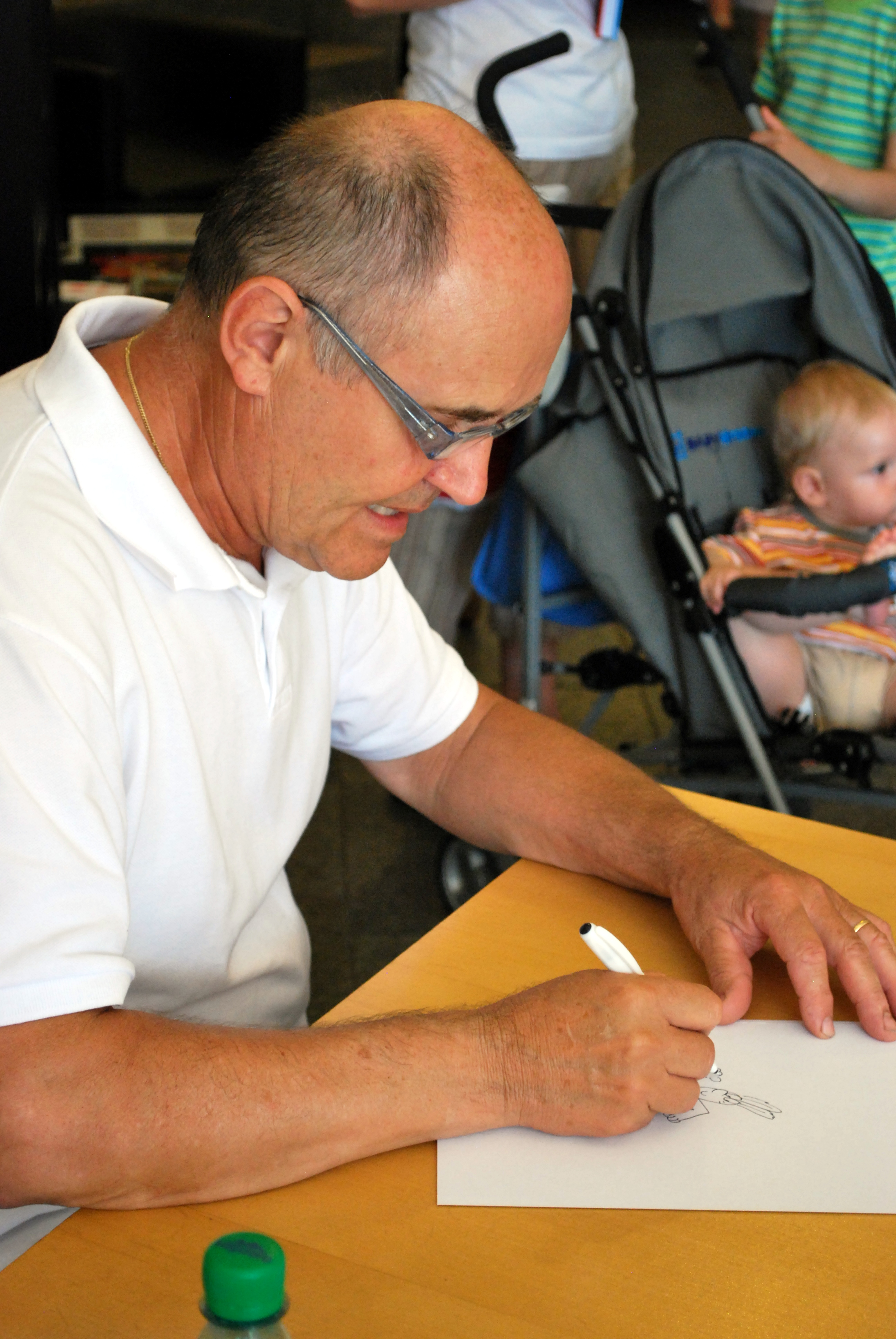
Jaroslav Němeček kreslí Čtyřlístek

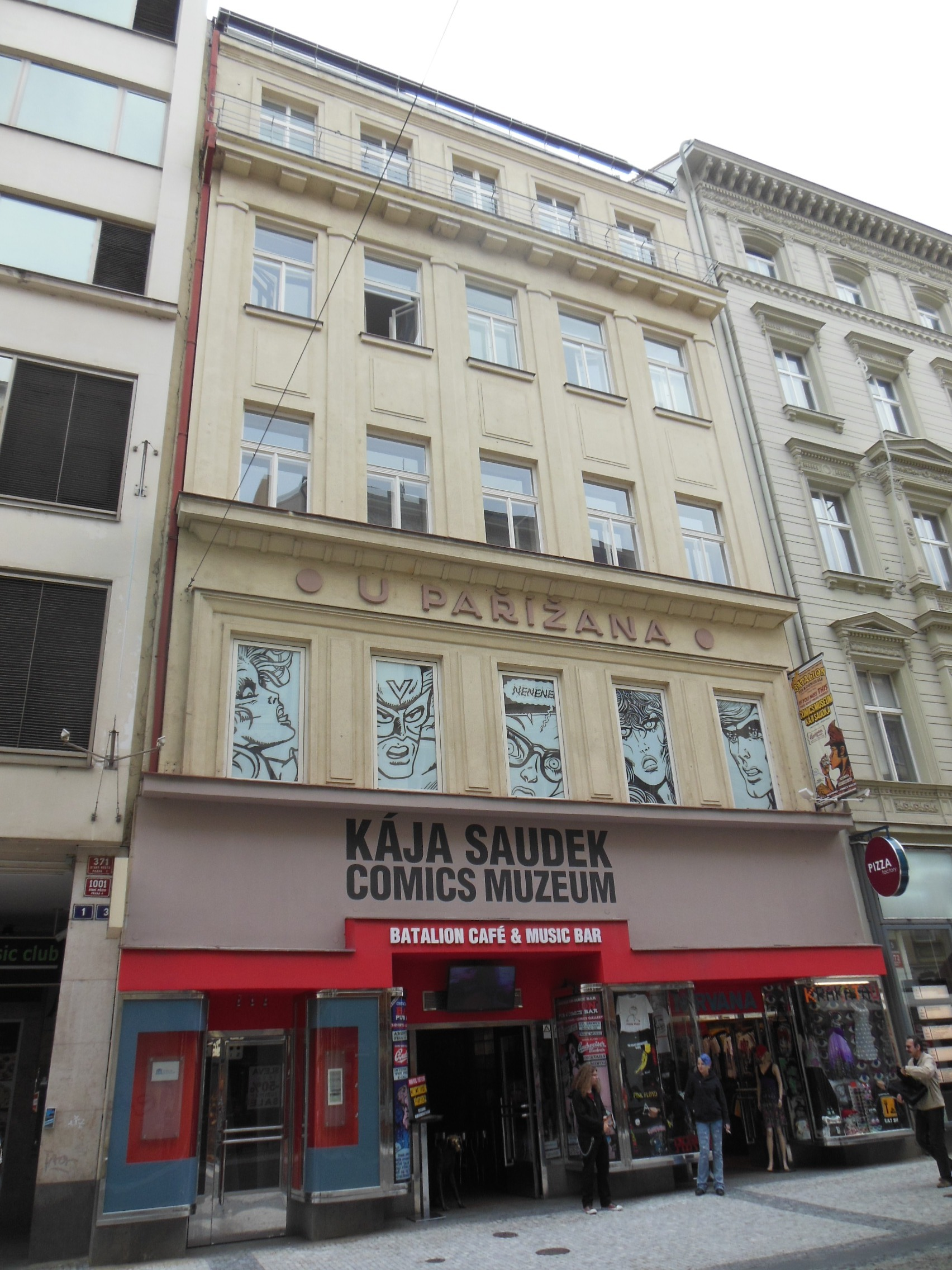
Komiksové muzeum Káji Saudka v Praze

Počátky českého komiksu je potřeba hledat v 19. století, kdy vznikal ještě na území Rakousko-Uherska. Tehdy se komiksem v jeho rané formě, bez bublin a s textem pod obrázky (pokud nějaký byl), zabývali tvůrci jako Mikoláš Aleš, Karel Václav Klíč nebo František Karel Kolár. Komiksy se v této době zaměřovali na satirické a karikaturní vyprávění. Nejstarším českojazyčným ilustrovaným periodikem byl Paleček, přítel žertu a pravdy (1841–1847).   
Jedním z prvních českých komiksových tvůrců vůbec byl karikaturista Ladislav Vlodek (1907–1996). Ten se díky svým zkušenostem ze Spojených států vyznal v moderním pojetí kreslených seriálů a ve dvacátých letech se pokusil o jeho představení v Česku. Tak vznikl kupříkladu historický seriál Adolf (kde Vlodek snad jako první použil v obrázkových příbězích české bubliny), otisknutý v dětském časopise Koule v letech 1926–1927, a spousty dalších. Společnost však zareagovala spíše negativně, proto se Vlodek po zbytek života věnoval jinému oboru.
Daleko radostněji byly v Česku přijaty komiksy Josefa Lady, například v jeho kresbách Šprýmovné komiksy: Obrázkové seriály z let 1922–1946 představil velké množství zvířecích hrdinů pro nejmenší děti. Podobnou cestou se vydal i Ondřej Sekora, tvůrce krátkých novinových stripů, jehož největším úspěchem byl pravděpodobně Ferda Mravenec z roku 1933, v dětských časopisech ovšem vycházely též jeho stripy o kuřeti Napipi, kapitánu Animukovi či psu Rekovi. Řadu svých komiksových hrdinů převedl Sekora v 50. a 60. letech do knižní podoby. Nelze zapomenout ani na předválečný časopis Mladý hlasatel který ve 30. letech představil doposud nejdelší český komiksový seriál Rychlé šípy autorů Jaroslava Foglara a dr. Jana Fischera. Příběhy tohoto nejslavnějšího chlapeckého klubu vycházely ještě o mnoho desítek let později a dočkaly se též své knižní podoby (Stínadelská trilogie). Po předčasně zesnulém Janu Fischerovi převzal později kreslení Marko Čermák, v menší míře se na kresbě podíleli též Václav Junek a Bohumír Čermák.
V roce 1948 využily postavu Péráka Haló noviny v komiksu Pérákovy další osudy. Vizuálně vycházel z Trnkova animovaného filmu Pérák a SS. Patnáct stránek vyšlo ve čtvrtém ročníku, číslech 13–27. V druhé polovině komiksu, po skončení války, se již komiks nese v propagandistickém duchu, Pérák odložil svou masku a pérové boty a stal se z něj běžný kominík.

### Od 60. let
V roce 1969 začal vycházet dětský komiksový časopis Čtyřlístek, který bez přestání vychází do současnosti a je neustále populární. Titulní komiks stvořil kreslíř Jaroslav Němeček a spisovatelka Ljuba Štíplová. Později se připojili další tvůrci se svými komiksy pro děti, z nichž mnohé svou kvalitou dohánějí samotný Čtyřlístek. Např. Polda a Olda od Jaroslava Maláka, Vynálezy Pana Semtamťuka od Adolfa Borna či Anča a Pepík od Lucie Lomové.
Vedle autorů Čtyřlístku se na konci 60. let objevil další nezávislý kreslíř – Kája Saudek. Ten nejenže je nejplodnějším českým komiksovým autorem v historii, ale po mnoho let také jediným kreslířem, který tvořil komiksy pro dospělé. Zkušenosti z tvorby komiksů získal ze Spojených států, což vedlo k tomu, že jeho komiksy byly z velké části zakázány. Autorovy nejslibnější komiksy ze 60. a 70. let tak mohly vyjít až po roce 1989. Například Pepík-Hipík (1969), Lips Tullian (1972), ke kterému dělal scénář Jaroslav Weigel a především plánovaný cyklus Muriel a anděl Ró, jehož scenáristou byl Miloš Macourek a jehož byly dokončeny pouze první dvě knihy. Další tvorba Káji Saudka byla až do revoluce napůl nelegální, a proto musely jeho komiksy vycházet např. ve Zpravodaji České speleologické společnosti. První kniha, Muriel a andělé, patří k nejvýznamnějším a nejlépe přijatým českým komiksům vůbec.
Komiksy se objevily i na stránkách časopisu Ohníček, série o "Mořských vlcích" od Vojtěcha Steklače vycházela mezi listopadem 1969 a srpnem 1973, příběhy z modernizovaného "pravěku" Sek a Zula od Miroslava Švandrlíka vycházely mezi lety 1969–1971.
V 70. letech vznikl další fenomén, kterým byla poslední strana časopisu ABC. Působilo zde mnoho zajímavých autorů, jako např. František Kobík, kteří se specializovali především na sci-fi komiksy, které byly mládeží ve této době velmi vyhledávané. Mezi nejvýznamnější komiksy z časopisu patří např. Dobrodružství Johna Cartera a Dobrodružství Thuvie z Ptarhu na motivy knih Edgara Rice Burroughse (1968–1971), Pod paprsky Zářícího (1973–1976), Vzpoura mozků (1977–1979), První výprava do Ztraceného světa a Druhá výprava (1988).

### Po roce 1989
Po roce 1989 se objevilo mnoho nejrůznějších pokusů o komiksové časopisy, které většinou skončily neúspěchem. Jediným českým periodikem, které přečkalo více než 10 čísel, se stala Kometa. Tento časopis začal vycházet již před revolucí, vycházel od dubna roku 1989 do druhé poloviny roku 1992. Vyšlo celkem 36 řádných čísel, mimoto byly vydány i tzv. Kometky s jedním příběhem a několik objemnějších Magazínů komety. Ve všech těchto publikacích se objevilo velké množství kvalitních autorů. Časopis sice otiskoval i klasické kousky např. Káji Saudka, ale svůj prostor zde nalezly i nové tváře. Mezi nejznámější komiksy v tomto časopise patří Válka s mloky Jana Štěpánka, Tajemství Enny Jana Patrika Krásného, Mr. Sweet Bohumila Fencla a další. V časopise Kometa je velmi patrné, že po roce 1989 se mnoho komiksových autorů snažilo navázat na tvorbu Káji Saudka, mezi ně patří např. Miroslav Schönberg, Štěpán Mareš, Ervé a další. Autorům tohoto období se všeobecně říká "Generace 89". Po zániku Komety (a s ní i řady dalších komiksových periodik, např. Arény) tvorba českého komiksu na mnoho let utichla a na scéně zůstával pouze Čtyřlístek.

### Současnost
Novou éru nastartovalo roku 1997 vydání prvního čísla časopisu CREW. Tento časopis se sice českým komiksem prakticky nezabývá (ač dříve publikoval několik komiksů Káji Saudka), ale po několika letech obnovil v Česku zájem o komiks a dal zelenou novým vydavatelům původních prací. Přelom nastal roku 2000, kdy vzniklo vydavatelství Mot komiks vydávající české a francouzské komiksy a také několik fanzinů, z nichž nejvýznamnějším je Aargh!. Ten následovala nová periodika s novými autory, jako např. Zkrat, Sorrel nebo Pot. Autoři tohoto období již nemají větší potřebu navazovat na Káju Saudka, jdou vlastní cestou a všeobecně se jim říká "Generace 0", patří mezi ně např. Jiří Grus, Karel Jerie, František Skála, Dan Černý, Miloš Mazal, Jan Bažant, Jiří Zimčík, Matěj Němeček, Václav Šlajch, Jiří Husák, Marek Pokorný či Vhrsti.
Mimo jiné začala občasně vycházet nejrůznější česká komiksová alba. Významným dílem je trilogie Alois Nebel spisovatele Jaroslava Rudiše a kreslíře Jaromíra Švejdíka. Následovala další alba, např. Nitro těžkne glycerinem, Oidipus Rex, Šifra mistra Hanky, Pán času či Voleman.
V roce 2006 založila skupina komiksologů občanské sdružení SEQENCE na podporu komiksu v Česku. Úspěšně se rozvíjí také vydávání komiksů pro děti, jimž se věnují různá nakladatelství, např. Albatros a Portál. K aktivním autorům patří např. Klára Smolíková, která od listopadu 2014 připravuje původní českou komiksovou revue Bublifuk, nebo Honza Smolík.
První český samostatně vydávaný superhrdinský komiks na pokračování, Dechberoucí Zázrak, vycházel jednou měsíčně mezi lety 2015 až 2017. Autory jsou výtvarník Petr Kopl a scenárista Petr Macek. V ději se objevila i postava Péráka. Samostatný komiks o Pérákovi od stejných autorů vycházel na pokračování v roce 2018 v časopise ABC. Sebrané a rozšířené vydání série, původně publikované v časopise ABC, vyšlo v květnu 2019 jako samostatná kniha Pérák: Oko budoucnosti.
Česká komiksová tvorba se však dotýká i závažnějších témat. Např. v neobyčejně autentickém díle Tomáše a Terezy Kopeckých s názvem Naprostá šílenost: Anna na cestě z úzkosti (vydáno u Paseky) načínají autoři problematiku úzkostné poruchy dospívajících.